# أوسكار تورنر (سياسي)
أوسكار تورنر (بالإنجليزية: Oscar Turner) هو محامي وسياسي أمريكي، ولد في 19 أكتوبر 1867، وتوفي في 17 يوليو 1902 في لويفيل في الولايات المتحدة. حزبياً، نشط في الحزب الديمقراطي. وقد انتخب عضو مجلس النواب الأمريكي.